# Herman Toll

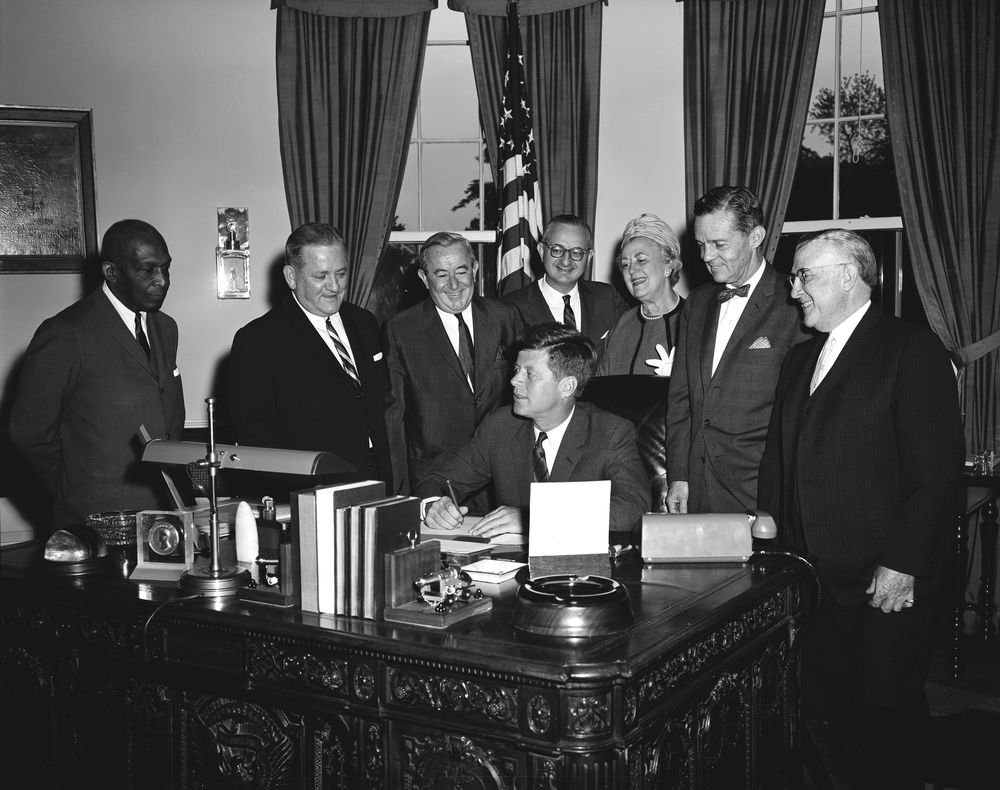
Herman Toll, in der Mitte hinter Präsident John F. Kennedy stehend, mit anderen Abgeordneten aus Pennsylvania bei einem Besuch im Weißen Haus am 18. Mai 1961

Herman Toll (* 15. März 1907 in Kiew, Russisches Kaiserreich; † 26. Juli 1967 in Philadelphia, Pennsylvania) war ein US-amerikanischer Politiker. Zwischen 1959 und 1967 vertrat er den Bundesstaat Pennsylvania im US-Repräsentantenhaus.

## Werdegang
Herman Toll wurde am 19. März 1907 in Kiew geboren, der heutigen Hauptstadt der Ukraine. Um das Jahr 1910 wanderte er mit seiner Familie nach Amerika aus. Nach einem Jurastudium an der Law School der Temple University in Philadelphia und seiner 1930 erfolgten Zulassung als Rechtsanwalt begann er in Philadelphia in diesem Beruf zu arbeiten. Er schloss sich der Demokratischen Partei an. Außerdem war er Mitglied der Pennsylvania Prison Society und Philadelphia Housing Association. Diese zwei Gruppierungen befassten sich mit der Lage der Insassen der Staatsgefängnisse bzw. den Bebauungsplänen der Stadt Philadelphia. Außerdem wurde er Vorstandsmitglied der Crusader Savings & Loan Association. Zwischen 1951 und 1959 saß er als Abgeordneter im Repräsentantenhaus von Pennsylvania.
Bei den Kongresswahlen des Jahres 1958 wurde Toll im sechsten Wahlbezirk von Pennsylvania in das US-Repräsentantenhaus in Washington, D.C. gewählt, wo er am 3. Januar 1959 die Nachfolge des in den US-Senat gewechselten Republikaners Hugh Scott antrat. Nach drei Wiederwahlen konnte er bis zum 3. Januar 1967 vier Legislaturperioden im Kongress absolvieren. Diese waren von den Ereignissen der Bürgerrechtsbewegung und des beginnenden Vietnamkrieges überschattet. Seit 1963 vertrat er den vierten Distrikt seines Staates.
1966 verzichtete Herman Toll auf eine weitere Kongresskandidatur. Er starb am 26. Juli 1967, ein halbes Jahr nach dem Ende seiner letzten Legislaturperiode, in Philadelphia.